# Denis Jewsejew (Tennisspieler)
Denis Jewsejew (russisch Денис Евсеев; engl. Transkription Denis Yevseyev; * 22. Mai 1993 in Almaty) ist ein kasachischer Tennisspieler.

## Karriere
Jewsejew gelang 2011 der Sprung in die Top 1000 der Tennisweltrangliste. Er gewann auf der ATP Challenger Tour sein erstes Match in Astana. Er spielte sonst hauptsächlich Turniere auf der niedriger dotierten ITF Future Tour. Im Einzel erreichte er auf diesem Niveau 2013 und 2014 seine ersten Finals, im Doppel im selben Jahr seine ersten drei Titel. Bis 2017 konnte er keine weiteren nennenswerten Erfolge feiern.
Mitte 2017 erreichte er zwei Future-Finals und siegte in einem davon, sodass er mit Platz 545 Ende des Jahres eine neue Jahresbestwertung erreichte. 2018 und 2019 gelangen Jewsejew mit Platz 359 und 280 weitere Steigerungen – letztere Platzierung ist auch sein Bestwert bis dato. 2018 gewann die Future-Titel 2 bis 6 gefolgt von Titel Nummer 7 ein Jahr später. Bei Challengers gelangen ihm ebenfalls neue Erfolge. In Chengdu und Jinan konnte er erstmals in ein Viertelfinale einziehen; 2019 in Đà Nẵng unterlag er erst im Halbfinale Marcel Granollers. Im Doppel gewann Jewsejew zwischen 2017 und 2020 insgesamt 6 Futures. Dort gewann er auch sein bislang einziges Finale bei einem Challenger. In Astana unterlag er mit Arjun Kadhe erst im Finale der Paarung aus Michail Jelgin und Jaraslau Schyla. Seine beste Position im Doppel ist Platz 270 im Mai 2019. 2018 nahm der Kasache an den Asienspielen teil und gewann dort im Doppel Silber an der Seite von Alexander Bublik.
2020 bekam Jewsejew eine Wildcard für das Doppel des ATP-Tour-Events in Nur-Sultan. An der Seite von Mohamed Safwat aus Ägypten unterlagen sie in der Auftaktrunde.

## Erfolge
| Legende (Anzahl der Siege)  |
| Grand Slam                  |
| ATP World Tour Finals       |
| ATP World Tour Masters 1000 |
| ATP World Tour 500          |
| ATP World Tour 250          |
| ATP Challenger Tour (1)     |

### Einzel

#### Turniersiege
| Nr. | Datum         | Turnier | Belag     | Finalgegner      | Ergebnis      |
| --- | ------------- | ------- | --------- | ---------------- | ------------- |
| 1.  | 30. Juli 2023 | Astana  | Hartplatz | Humoyun Sultonov | 7:5, 2:6, 6:4 |